# Technarchi
A technarchi egy kitalált  földönkívüli faj a Marvel Comics képregényeiben. Első megjelenésük a New Mutants 21. számában volt 1984 novemberében. A fajt Chris Claremont író és Bill Sienkewicz rajzoló alkotta meg. A faj legismertebb tagjai a technarchik uralkodója, Mágus és az Új Mutánsok nevű szuperhőscsapat tagja, Techno.

## Biológiai jellemzők
A technarchi techno-organikus faj, testüket szerves áramkörök alkotják. Emellett fiziomorf alakváltó lények, megjelenésüket, testtömegüket tetszés szerint alakíthatják. Testfelszínük fémre emlékeztet, általában fekete alapon sárga vagy arany színű áramkörökkel borítva.
A faj képes hologramok kivetítésére, energiaforrások nagy távolságból való észlelésére, a hiperűrben valamint a dimenziók közötti közlekedésre.
A technarchik mindegyike hordozza a techno-organikus átalakító vírust, mely táplálkozásukban játszik szerepet. Különböző élőlényeket fertőznek meg a vírussal. A fertőzött egyedek maguk is techno-organikus lényekké válnak, akikből a technarchik elvonják az életenergiát, vagy más néven az „életfényt”. Ha az életfényt nem vonják el a megfertőzött egyedtől, kialakul a Phalanx. A Phalanx közös tudattal rendelkezik és miután elér egy bizonyos tömeget, jelet küld a technarchiknak. A technarchik megvetik és rendszerint felkutatják és elpusztítják a Phalanxot.
A technarchik fejlett szerelőszalag segítségével „szaporodnak”, gyakorlatilag lemásolják saját genetikai kódjukat. Az újszülötteket egy „óvodában” nevelik. A technarchik aszexuálisak, nincs nemük, de ennek ellenére az emberek hajlamosak hímneműeknek tekinteni őket. Miután az utód egyed elér egy bizonyos fejlettségi fokot, harcba kell szállnia a szülő egyeddel. A harc életre-halál kérdése, csak az erősebb egyed marad életben. Mivel ennek következtében minden születésre egy elhalálozás jut, a faj egyedszáma állandó. Valószínű, hogy a technarchik természetes úton vagy öregségben nem halnak meg, mivel így a faj hamar kipusztulna.

## Társadalmi jellemzők
A technarchik anyagbolygója a Kvch, mely monarchikus berendezkedésű, élén az uralkodóval. A bolygó felszínét városok borítják, melyek szintén techno-organikus természetűek.

## Külső hivatkozások
- A technarchi faj a Marvel Comics oldalain